# Polysastra montana
Polysastra montana es una especie de insecto coleóptero de la familia Chrysomelidae.
Fue descrita científicamente en 1983 por Shute.